# Andreas Böhn
Andreas Böhn (* 10. April 1963 in Ludwigshafen am Rhein) ist Professor für Literaturwissenschaft und Medien an der Universität Karlsruhe.

## Leben und Ausbildung
Nach dem Besuch des Max-Planck-Gymnasiums in Ludwigshafen studierte Böhn bis 1988 Germanistik, Philosophie und Geschichte an der Universität Mannheim.
1991 wurde er dort mit der Auszeichnung summa cum laude zum Dr. phil. promoviert. 1999 erfolgte die Habilitation für Neuere deutsche Literaturwissenschaft und Medienästhetik.
Seine Fachgebiete sind neuere deutsche und allgemeine Literaturwissenschaft, Literaturtheorie und Medienästhetik, die Literaturgeschichte des 18. bis 20. Jahrhunderts und kulturanthropologische, semiotische und medienvergleichende Fragestellungen.

## Lehrtätigkeit
Nach mehrjähriger Tätigkeit als wissenschaftlicher Mitarbeiter an der Universität Mannheim erhielt Böhn ein Stipendium der DFG (Habilitandenprogramm). Nach der Habilitation 1999 war er bis 2001 Heisenberg-Stipendiat der DFG. Es folgte eine Kurzzeit-Dozentur an der Universität Sarajewo und seit März 2001 ist Böhn als Professor in Karlsruhe tätig.

## Privates
Böhn ist seit 1999 verheiratet.

## Werke (Auswahl)
- Techniknostalgie und Retrotechnologie, KIT Scientific Publ., 2010
- Lyrik im historischen Kontext, Königshausen & Neumann, Würzburg, 2009
- Mediengeschichte, Narr, Tübingen, 2008
- Formzitat und Intermedialität, Röhrig Universitätsverlag, St. Ingbert, 2003, ISBN 978-3-86110-338-7
- Das Formzitat, Erich Schmidt, Berlin, 2001
- Formzitate, Gattungsparodien, ironische Formverwendung, Röhrig Universitätsverlag, St. Ingbert, 1999, ISBN 978-3-86110-197-0
- Das zeitgenössische deutschsprachige Sonett, Metzler, Stuttgart, 1999
- Vollendende Mimesis, de Gruyter, Berlin, 1992